# Граньє (Савоя)
Граньє́, Ґраньє (фр. Granier) — колишній муніципалітет у Франції, у регіоні Овернь-Рона-Альпи, департамент Савоя. Населення — 366 осіб (2011).
Муніципалітет був розташований на відстані близько 490 км на південний схід від Парижа, 145 км на схід від Ліона, 60 км на схід від Шамбері.

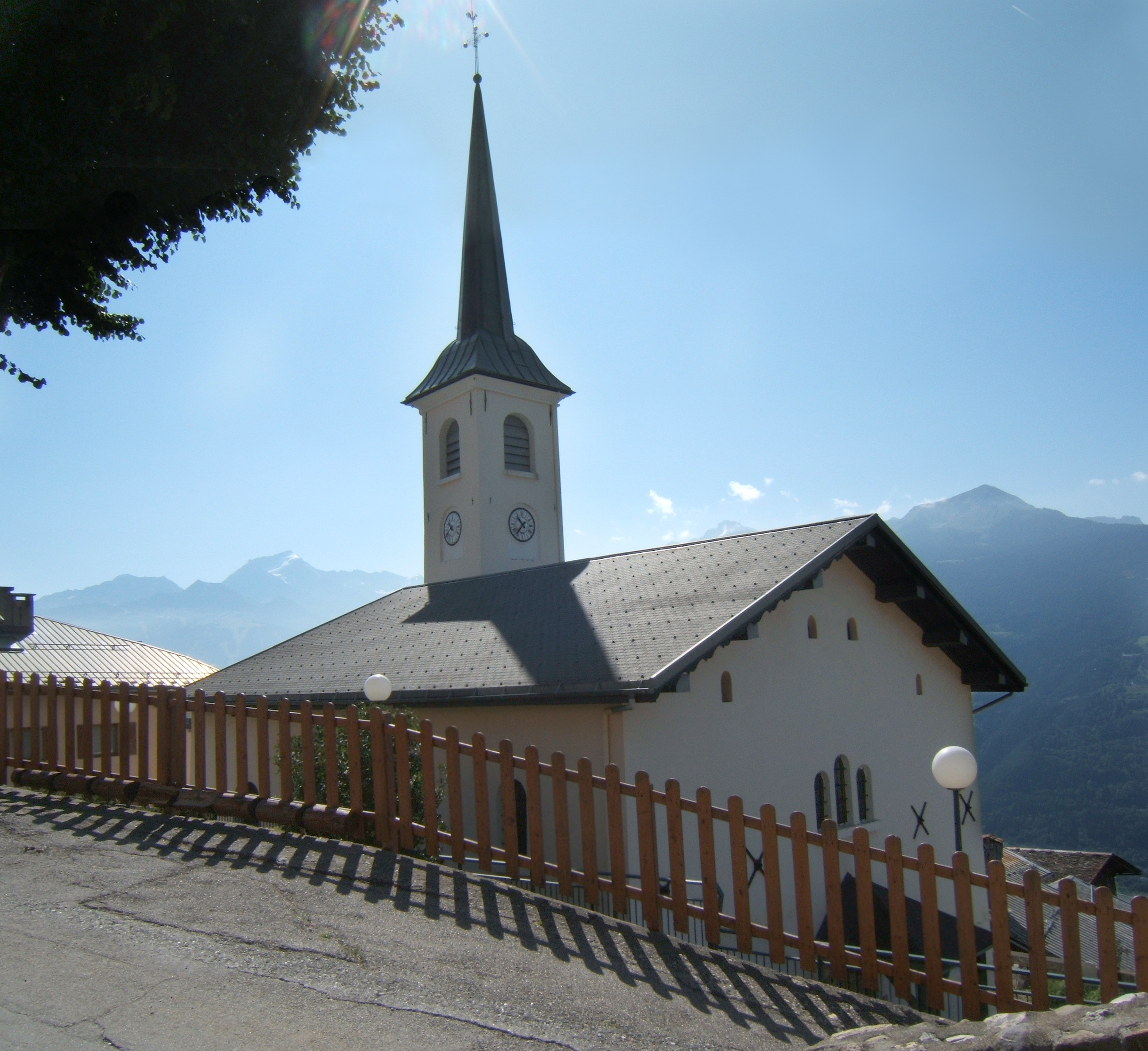

## Історія
До 2015 року муніципалітет перебував у складі регіону Рона-Альпи. Від 1 січня 2016 року належав до нового об'єднаного регіону Овернь-Рона-Альпи.
1 січня 2016 року Граньє, Ем i Монжиро було об'єднано в новий муніципалітет Ем-ла-Плань.

## Демографія
Динаміка населення (INSEE ):
Розподіл населення за віком та статтю (2006):
| Стать | Всього | До 15 років | 15-24 | 25-44 | 45-64 | 65-85 | Понад 85 |
| --- | ------ | ----------- | ----- | ----- | ----- | ----- | -------- |
| Чоловіки | 192    | 20          | 20    | 64    | 56    | 28    | 4        |
| Жінки | 182    | 43          | 12    | 48    | 39    | 32    | 8        |
| \| Статево-вікова піраміда \| Статево-вікова піраміда \| Статево-вікова піраміда \| \| ----------------------- \| ----------------------- \| ----------------------- \| \| Чоловіки \| Вік \| Жінки \| \| 4 \| 85 + \| 8 \| \| 0 \| 80-84 \| 4 \| \| 4 \| 75-79 \| 0 \| \| 12 \| 70-74 \| 8 \| \| 12 \| 65-69 \| 20 \| \| 8 \| 60-64 \| 0 \| \| 16 \| 55-59 \| 23 \| \| 16 \| 50-54 \| 12 \| \| 16 \| 45-49 \| 4 \| \| 8 \| 40-44 \| 8 \| \| 16 \| 35-39 \| 12 \| \| 20 \| 30-34 \| 20 \| \| 20 \| 25-29 \| 8 \| \| 16 \| 20-24 \| 8 \| \| 4 \| 15-20 \| 4 \| \| 0 \| 10-14 \| 8 \| \| 12 \| 5-9 \| 23 \| \| 8 \| 0-4 \| 12 \| |        |             |       |       |       |       |          |
| Статево-вікова піраміда |        |             |       |       |       |       |          |
| Чоловіки | Вік    | Жінки       |       |       |       |       |          |
| 4 | 85 +   | 8           |       |       |       |       |          |
| 0 | 80-84  | 4           |       |       |       |       |          |
| 4 | 75-79  | 0           |       |       |       |       |          |
| 12 | 70-74  | 8           |       |       |       |       |          |
| 12 | 65-69  | 20          |       |       |       |       |          |
| 8 | 60-64  | 0           |       |       |       |       |          |
| 16 | 55-59  | 23          |       |       |       |       |          |
| 16 | 50-54  | 12          |       |       |       |       |          |
| 16 | 45-49  | 4           |       |       |       |       |          |
| 8 | 40-44  | 8           |       |       |       |       |          |
| 16 | 35-39  | 12          |       |       |       |       |          |
| 20 | 30-34  | 20          |       |       |       |       |          |
| 20 | 25-29  | 8           |       |       |       |       |          |
| 16 | 20-24  | 8           |       |       |       |       |          |
| 4 | 15-20  | 4           |       |       |       |       |          |
| 0 | 10-14  | 8           |       |       |       |       |          |
| 12 | 5-9    | 23          |       |       |       |       |          |
| 8 | 0-4    | 12          |       |       |       |       |          |

## Економіка
2010 року серед 232 осіб працездатного віку (15—64 років) 188 були активними, 44 — неактивними (показник активності 81,0%, у 1999 році було 68,6%). З 188 активних мешканців працювало 180 осіб (99 чоловіків та 81 жінка), безробітними було 8 (3 чоловіки та 5 жінок). Серед 44 неактивних 10 осіб було учнями чи студентами, 25 — пенсіонерами, 9 були неактивними з інших причин.

У 2010 році в муніципалітеті числилось 149 оподаткованих домогосподарств, у яких проживали 347,5 особи, медіана доходів виносила 17 872 євро на одного особоспоживача